# 化学合成生物群集
化学合成生物群集（かがくごうせいせいぶつぐんしゅう、Chemosynthetic community）とは、太陽の光の届かない深海底などにおいて，海底から湧き出す熱水や冷湧水に含まれる硫化水素やメタンに依存する生物群集をいう。深海であるにもかかわらず，大型の生物も多く，魚類やシロウリガイなどの二枚貝やハオリムシ，ユノハナガニといった生物がみられる．これらの多くは，体内に硫黄酸化細菌やメタン酸化細菌といった細菌を共生しており，それらがメタンや硫化水素から生成したエネルギーに依存している（このようなシステムを光合成に対して，化学合成という）．また，化学合成生物群集の生息密度は非常に高く，非湧水場，非熱水域に比べ富栄養であるため，化学合成を行っていない生物も多くみられる．メタンや硫化水素がわき出す環境があれば，浅海域でも化学合成生物群集は観察されうる（ただし報告例は少ない）．

## 化学合成化石群集
化学合成化石群集(かがくごうせいかせきぐんしゅう、Chemosynthetic assemblage）は，化学合成生物化石が共産する化石集団をいう．化学合成生物群集の構成種が高密度でみられることや，湧水環境にしばしば発達する自生炭酸塩の発達などから認定される．過去には陸棚などの浅海域でも化学合成生物群集が多くみられたことが明らかにされている．